# Ацкурі (Ахметський муніципалітет)
Ацкурі (груз. აწყური) — село в Грузії.
За даними перепису населення 2014 року в селі проживає 554 особа.